# 구이저우히치오사우루스

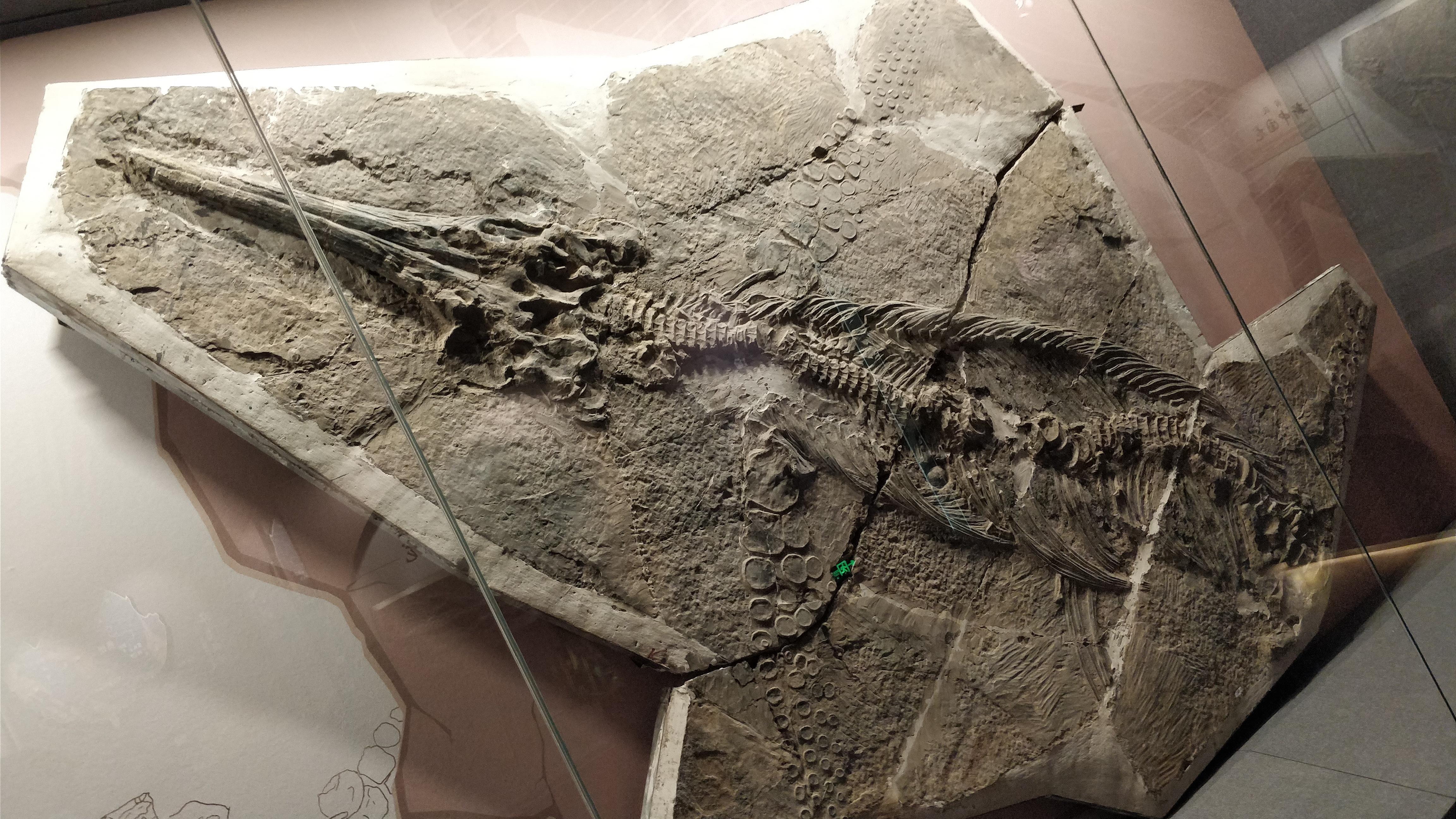

구이저우히치오사우루스(학명:Guizhouichthyosaurus tangae)는 어룡목에 메리아노사우루스과에 속하는 어룡이다. 지금은 멸종된 종으로서 전체적인 몸길이가 4~6m인 거대한 어룡에 속한다.

## 특징
구이저우히치오사우루스는 어룡의 크기가 보통에서 매우 큰 것으로 묘사되어 왔다. XNGM-WS-50-R4는 구이저우히치오사우루스 sp에 할당된 거의 완전한 골격으로 길이가 4.8m이다. G. 탕개 표본의 경우 거의 완성된 골격 IVPP V 11853의 총 길이는 5.2m를 넘고 TR 00001(판장사우루스 홀형)은 5.4m에 전체 골격 GNP-41은 6m 이상이다. 또한 총 길이 약 7미터에 달하는 구이저우히치오사우루스의 표본도 보고되었다.  구이저우히치오사우루스는 길고 강력한 주둥이를 가지고 있다. 각 외부 나리스(노스트릴 개구부) 앞에 넓은 홈이 있다. 전치골(앞쪽 윗니뼈)은 외부 광선 아래로 확장되지 않는다. 그러나 각각의 프리맥실라의 창 모양의 투영법은 각각의 외부 나리스의 상단 테두리의 대부분을 형성한다.외관은 타원형이며 작다. 맥실래는 상당히 앞으로 뻗어 있다. 그들은 또한 앞쪽(해골 지붕 뼈 한 쌍)에 거의 닿을 정도로 길고 뒤쪽으로 뻗은 부분을 가지고 있다. 나사는 궤도의 중간(눈구멍)과 같은 높이까지 뒤로 뻗어 있으며 거기서 그들은 다른 두개골 지붕 뼈인 후측두골과 접촉한다. 구이저우히치오사우루스의 궤도는 뚜렷한 형태를 띠고 있으며, 앞쪽은 볼록하고 뒤쪽과 아래는 직선이며 위쪽 여백은 약하게 오목하다. 그들의 상부 테두리의 3분의 1은 구이저우히치오사우루스(Guizhuichyosaurus)에서 작은 전선에 의해 형성된다. 궤도 뒤에 위치한 두개골의 부분은 성인의 궤도 길이의 절반 이하인 다소 짧다. 궤도의 아래쪽 테두리를 이루는 뼈인 주갈 뒤쪽에 크고 삼각형의 움푹 들어간 부분이 있다. 주갈과 사두골 사이의 접촉은 두 개의 다른 뼈 쌍인 후두골과 석골에 의해 두개골 바깥쪽에 숨겨진다. 소나무 포아멘은 앞쪽과 두정골(두 쌍의 두개골 지붕 뼈)의 날카로운 능선으로 양옆에 있다. 두정골의 낮고 얇고 잘 발달된 사기탈 볏은 앞과 뒤끝에서 둘로 갈라진다. 각 시간적 페네스트라(해골 위쪽의 개구부)를 둘러싸고 있는 수축의 앞쪽 영역에는 상당히 두드러진 평평한 선반이 있다. 앞쪽은 이 선반의 일부를 이루지만, 나머지 선반은 뒷쪽과 두정엽에 의해 형성된 채 앞쪽 선반에 이르지는 않는다. 페네스트래의 바깥쪽 가장자리의 앞쪽 절반은 후두골(postorbital) 내부로 형성되지만 이 뼈들은 두 쌍의 두개골 지붕 뼈와 후두골(postfrontals) 사이의 접촉에 의해 외부 표면에서 제외된다. 이 뼈들은 두정골 외에도 측두근의 바깥 테두리를 형성한다. 자궁근종(구개골의 뒷쌍)은 외향적으로 돌출되어 있지 않다. 피테리고스 사이의 공간이 넓다. 직사각형(뒤쪽 아래턱뼈 위쪽)에는 움푹 들어간 깊은 움푹 패인 움푹 패인 움푹 패인 움푹 패인 움푹 패인 움푹 패인 부분이 있다. 구이저우히치오사우루스의 이빨은 원뿔형이고 끝이 다소 무뎌져 있으며 소켓에 고정되어 있다. 그들은 3-5개의 매우 미세한 수직 능선을 가지고 있지만 가장자리는 부족하다. 구이저우히치오사우루스에는 엉덩이 앞에 65개의 척추뼈가 있고 그 뒤에 고관절 2개가 있다. 구이저우히치오사우루스의 꼬리는 신장형으로 170여 개의 척추뼈를 포함하고 있으며 그 끝 부근에 갑자기 아래로 꺾인다. 넓은 견갑골(어깨날개)은 비대칭이며 낫모양이고 수축기반이 부족하다. 날개의 앞쪽 가장자리는 매끄럽고 앞쪽으로 구부러지며 고리 모양의 돌출부가 없다. 코라코이드(또 다른 한 쌍의 어깨뼈)는 앞 가장자리에 두드러진 자국이 있다. 쇄골간(Collarbone 사이의 어깨뼈)은 문자 T의 모양을 하고 있다. 그것의 중앙에 위치하며 하부 돌출부는 매우 작고 좁다. 후메리는 뒷마진이 곧다. 반지름과 척골(하부 팔뼈)의 안쪽 가장자리는 오목하여 각 지느러미 안에 있는 두 뼈 사이의 구멍을 남긴다. 이것은 하퇴골인 경골과 섬유에서도 나타난다. 구이저우히치오사우루스의 각 척수 아래에는 추가로 수근(손목뼈)이 있다. 특이하게도 일부 표본의 뒷면에서는 숫자 끝에 있는 팔랑어(숫자뼈)가 숫자 II의 밑면에 가까운 것보다 훨씬 크다. 고생물학적으로 봤을 때 샹과 리의 2013년 연구에 따르면 충분히 보존이 잘된 구이저우히치오사우루사우루스의 모든 표본은 같은 종에 속할 만큼 충분히 유사하지만 두 개의 형태형으로 나눌 수 있다는 것을 발견했다. 형태형은 "A형"과 "B형"으로 명명되었다. A형은 길고 좁은 뒷풀이가 특징인데 숫자 II의 윗부분 요소는 크기가 줄어들고 그 앞에 추가 자리가 존재하지 않는다. 보통은 아니지만 때때로 뒷다리의 주자리 뒤에 추가 숫자가 있다. B형은 위쪽 숫자 II 원소의 크기를 줄이지 않고 앞쪽과 뒤쪽에 있는 다른 숫자의 추가 숫자가 없는 더 넓은 뒷줄무늬가 특징이다. 두 가지 유형의 두개골도 다르며 A형은 B형보다 앞쪽에서 갈라지는 시상대 양쪽 반쪽 사이에 더 튼튼한 두개골, 짧은 주둥이, 넓은 각도를 가지고 있다. 또한 시간적 흐름에서는 타입 B의 너비보다 2배 이상 길지만 타입 A의 너비는 2배 미만이다. 상과 리는 두 종류 사이에 두개골이나 신체크기에 큰 차이가 없었기 때문에 그 차이가 성장에 기인한다고 거부했고, 그 대신 그들이 남성과 여성의 차이를 나타낼 가능성이 가장 높다고 생각했다.A형 구성원은 B형보다 상대적으로 긴 줄기와 짧은 꼬리를 갖고 있기 때문에 연구진은 이를 확인할 수 있는 임신 표본은 없지만 A형을 암컷으로 간주했다. 현대의 도마뱀에서는 암컷의 줄기가 클수록 알을 낳을 수 있는 공간이 늘어난다. 어류인 구이저우히치오사우루스는 활달한 사람이었을 것이지만 발육성 해양 파충류인 파키플루로사우루스에서도 비슷한 추세를 보이고 있다. 2019년에 수사나 구타라와 동료들은 연산유체역학 및 9개 세사의 모델을 이용하여 어룡류형에서 수영하는 에너지 수요를 연구했는데 그 중 하나가 구이저우히치오사우루스였다. 그들은 서로 다른 어룡류의 체형이 같은 크기로 확장되었을 때 모두 비슷한 순 에너지 비용과 드래그 계수를 초래한다는 것을 발견했다. 그들의 시뮬레이션을 통해 연구원들은 물이 어룡류의 코 주변에 정체되어 있다가 동물의 깨어 있을 때 속도가 느려지기 전에 그들의 몸 전체로 더 빨리 흘러갔을 것이라는 것을 발견했다. 구이저우히치오사우루스는 차오후사우루스 외에도 지느러미가 크기 때문에 다른 세사우루스보다 더 많은 드래그를 생산했다. 하지만 모델이 실제 크기의 동물들로 확장되었을 때 어룡류 동물은 주로 몸집 크기 때문에 진화의 첫 2500만 년 동안 점점 더 효율적인 수영선수들이 되었다는 것이 명백해졌다. 또한 구이저우히치오사우루스와 같은 트라이아스기 어룡은 앵굴형(이엘형)의 운동을 사용했을 것이지만 후에 익룡은 보다 효율적인 카랑형류(코드형)와 투나형(투나형) 수영 스타일로 바꾸었다.이 스위치는 왜 이 후기 익룡들이 더 깊은 몸을 가지고 있었는지 설명해 줄 것이다. TR 00001은 위장에 100개 이상의 위궤도를 보존한다. 이 돌들은 지름이 .6-3.7 센티미터로 크기가 다양하며 일반적으로 둥글다. 이 위스트리트는 두 개의 성단으로 보존되었지만 롱과 동료들은 다른 척추동물에서 볼 수 있는 구성인 구이저우히치호사우루스가 두 개의 다른 지역에 저장되었을 것이라고 의심했다. 대신 그들은 죽은 후에 형성된 성단이나 심지어 몇몇 위식가들이 그 동물을 움직여서 창자를 막은 후에 죽였을 수도 있다고 추측했다. 미식가들이 주변의 바위를 닮지 않았기 때문에 과학자들은 구이저우히치오사우루스가 아마도 해변 근처에서 다른 곳에서 그것들을 얻었을 것이라고 결론지었다. 몇몇 사람들은 위장의 기능을 부력 조절로 해석했지만 이것은 논란이 되고 있다. 롱과 동료들은 대략 1킬로그램의 돌들이 잠재적으로 1톤 정도의 무게가 나가는 동물의 밸러스트 역할을 하는데 충분하지 않다는 것을 발견했다. 구이저우히치오사우루스의 다른 표본에는 위수리가 없기 때문에 그들은 TR 00001의 돌들이 해저 근처에서 먹이를 공격할 때 우연히 삼켰을 가능성이 가장 높다고 생각했다. 치아의 가장자리를 자르지 않고 비교적 작은 크기로 보아 구이저우히치오사우루스가 큰 먹이를 먹지 않았음을 알 수 있을 것이다. 해양 파충류의 먹이 선호도는 치아 형태학에 따라 예측할 수 있으며, 다양한 먹이 길드로 나눌 수 있다. 구이저우히치오사우루스는 치아 모양을 기준으로 해 두팔로포드와 같은 부드러운 먹이를 잡는 데 적합한 치아를 가지고 스매시 길드에 빠진다. 그러나 이러한 예측은 다융 장과 동료들이 2020년에 설명한 구이저우히치오사우루스 sp의 표본인 XNGM-WS-50-R4와 모순된다. 2010년에 출토된 이런 시료는 부분적으로 관절된 탈라토사우루스와 신푸사우루스의 몸통을 위 지역에 보존했다. 그들은 탈라토사우르스가 완성되었을 때 길이가 4m(13ft)로 어류공룡의 길이 4.8m에 비해, 후자 질량의 약 7분의 1 정도였을 것으로 추정했다.신푸사우루스의 2m(6.6ft) 길이의 꼬리가 23m(75ft) 떨어진 곳에서 발견됐는데 아마도 섭취된 개체에서 나온 것일 것이다. 그 완성도와 해양 카리온의 희소성 때문에 장과 동료들은 탈라토사우루스가 샅샅이 뒤지기보다는 어류공룡에 의해 죽임을 당했을 가능성이 가장 높다고 생각했다. 탈라토사우루스를 잘 보존한 결과, 어류공룡은 아마도 그것을 먹고 곧 죽었을 것이라는 것을 알 수 있었다. 지앙과 동료들은 쥐기에 적합한 치아는 두족류 사육에 유용하지만, 악어가 하는 것처럼 익사할 때까지 먹이를 물속에서 잡는 데도 사용될 수 있다고 언급했다. 연구자들은 이 먹이의 머리와 꼬리를 분리하기 위해 구이저우히치오사우루스와 같이 오크와 악어가 자르는 이빨이 부족한 것처럼 구이저우히치오사우루스가 머리를 비틀고 탈라토사우루스의 몸의 관성을 이용해 그들을 떼어냈을 것이라는 가설을 세웠다.탈라토사우루스의 줄기는 무려 4조각으로 삼켰을지 모르지만 통째로 삼켰을 가능성이 있어 보인다.삼키는 것은 관성과 물 위의 중력을 이용하여 이루어질 수 있었고 구이저우히치오사우루사우루스는 두개골을 두개골 키네시스(Cranial Kinesis)를 통해 넓힐 수 없었지만 작은 어깨 거들 때문에 큰 물건들이 그들 사이를 통과할 수 있었을 것이다. 위 내용물이 잘 보존되어 있다는 것은 어룡이 탈라토사우루스를 먹고 곧 죽었다는 것을 의미한다. 저자들은 구이저우히치호사우루사우루스가 정점 포식자처럼 보였고 큰 동물에 대한 포식자는 이전에 생각했던 것보다 해양 파충류 사이에서 더 흔했을 것이라고 지적했다. 연구사로 보면 2010년에 마이슈는 캘러웨이아 월롱강엔스 종을 G. 월롱강엔스로 구이저우히치오사우루스(Callawayia wolonggangense)로 옮겨 캘러웨이아와는 확연히 다르다는 점에 주목했다. 그러나 그는 G. wolonggangense를 구별하기 위해 사용되는 특징들을 고려했고 이 종은 아마도 G. tangae의 하급 동의어일 것이라고 생각했다.아직 구체적인 조사가 이뤄지지 않았기 때문에 그는 여전히 잠정적으로 타당하다고 주장했다. 2016년에 지씨와 동료들은 'C' 월롱강엔스와 캘러웨이아(C. neoscapularis)의 종류인 'C. wallonggangense'와 'C. neoscapularis'를 결합하는 특성을 발견하지 못해 이 종에 대한 전종의 배정을 거부했다. 그러나 그들은 또한 구이저우히치오사우루사우루스와 명확하게 연관되어 있는 어떤 특징도 발견하지 못했으며 따라서 그 속들에 대한 그것의 배분을 거절했다. 추가 연구에서는 종을 C. 월롱강엔스(C. wolonggangense) 또는 G. 월롱강엔스(G. wolonggangense)라고 부르기도 했지만 계통생성학적 분석에서는 일반적으로 지씨나 동료와 유사한 결과를 발견했는데 이 두 종류 중 어느 한 종류 종의 자매 종은 아닌 것으로 밝혀졌다. 분류학적으로 보게 된다면 구이저우히치오사우루스(Guizhouicheiosaurus)는 중국 남서부의 후기 트라이아스기 하류 카니아기 때에 존재했던 이크시오사우루스(Ichtheosaurus)로 그 속은 구이저우히치오사우루스 탕게를 포함하고 있다. 과거에는 샤스타사우루스(Shastasaurus)라는 속성으로 언급되었지만 나중에 연구한 결과 그 속들의 특징적으로 짧은 주둥이 부족하기 때문에 구별될 가능성이 있는 것으로 나타났다. 2002년에 이름 붙여진 익룡 킴보스폰딜루스 아시아티쿠스와 2003년에 이름 붙여진 판장사우루스 에피차리스는 이 속종의 주니어 동의어다. 또한 구이저우히치오사우루스는 Y에 의해 명명된 중국 팔랑 형성의 세 가지 새로운 어룡 중 하나이다. 카오와 Y. 2000년 루오. G. 탕개는 엉덩이, 뒷다리, 꼬리가 많이 빠지지만 잘 보존된 표본인 Gmr 009를 기준으로 하여 이름이 붙여졌다. 리춘과 유하이루는 거의 완성된 두개골을 바탕으로 2002년 에 같은 지역에서 신종의 킴보스폰딜러스(C. asiaticus)를 명명했다.이들은 킴보스폰딜러스가 미들 트라이아스기 외에 북아메리카와 유럽 외 지역에서 보고된 것은 이번이 처음이라고 언급했다. 2003년에 또 다른 어룡인 판장사우루스 에피차리스가 X. H. 첸과 L에 의해 명명되었다. 청은 거의 완벽하게 보존된 시료 TR 00001에 근거한다. 구이저우히치오사우루스의 두개골 해부학 연구는 2006년에 마이클 메이쉬와 동료들에 의해 수행되었다. 그것에 대한 자세한 연구는 구이저우히치오사우루스에 대한 골격의 연구였다. 판신루와 동료들은 GNG D-41에 대해 자세히 기술한 2006년의 논문에서 구이저우히치오사우루스를 다시 언급하고 그들의 결과를 발표했다. 그들은 판장사우루스 에피차리스와 킴보스폰딜루스 아시아티쿠스를 G. 탕개의 주니어 동의어로 발견했다. 먹이로는 당대에 서식했던 물고기, 갑각류, 두족류를 주로 잡아먹고 살았을 육식성의 포식자로 추정되는 종이다.

## 생존시기와 서식지와 화석의 발견
구이저우히치오사우루스가 생존하던 시기는 중생대의 트라이아스기 후기로 지금으로부터 2억년전~1억 8000만년전에 생존했던 종이다. 생존했던 시기에는 중국을 중심으로 하는 아시아의 서부 태평양과 인도양을 중심으로 서식했던 어룡이다. 화석의 발견은 2000년에 중국의 트라이아스에 형성된 지층에서 중국의 고생물학자들에 의해 처음으로 화석이 발견되어 새롭게 명명된 종이다.

## 같이 보기
- 파충류
- 중생대
- 트라이아스기
- 어룡
- 화석